# Megalopus brasiliensis
Megalopus brasiliensis es una especie de coleóptero de la familia Megalopodidae.

## Distribución geográfica
Habita en América del Sur.